# Oplurus cuvieri
Oplurus cuvieri o iguana de collar malgache es una especie de gecko de la familia Gekkonidae.
Es endémico de Gran Comora y Madagascar. En Gran Comora es amenazada por la caza y la captura para el comercio de mascotas exóticas.

## Subespecies
Se reconocen las siguientes:
- Oplurus cuvieri comorensis (Angel, 1942) - Gran Comora
- Oplurus cuvieri cuvieri (Gray, 1831) - noroeste de Madagascar